# Alsephina
Alsephina eller Delta Velorum (δ Velorum, förkortat Delta Vel, δ Vel) som är stjärnans Bayerbeteckning, är en trippelstjärna belägen i den sydvästra delen av stjärnbilden Seglet. Den har en skenbar magnitud på 2,00 och är synlig för blotta ögat. Baserat på parallaxmätning inom Hipparcosuppdraget på ca 40,5 mas, beräknas den befinna sig på ett avstånd på ca 81 ljusår (ca 25 parsek) från solen. Den är en av stjärnorna som ibland ligger nära den södra himmelska polen på grund av precession.

## Nomenklatur
Beteckningarna för de två beståndsdelarna som Delta Velorum A och B och A:s komponenter - Delta Velorum Aa och Ab - kommer från konventionen som används av Washington Multiplicity Catalog (WMC) för multipelstjärnsystem och antagna av International Astronomical Union (IAU).
Delta Velorum har det traditionella namnet Alsafinah , som kommer från det arabiska namnet al-safinah som betyder "skeppet", med hänvisning till den antika grekiska stjärnbilden Argo Navis, Argonauternas skepp. Den användes först i 100-talets arabiska översättning av Almagest, angivet av den grekiska astronomen Ptolemaios i andra århundradet e.Kr. Även om namnet ursprungligen hänvisade till en hel stjärnbild, tilldelades det till denna speciella stjärna åtminstone så tidigt som 1660 när den uppträdde i Andreas Cellarius Harmonia Macrocosmica, en berömd 1700-tals holländsk, magnifikt illustrerade bok om kosmos.
År 2016 anordnade IAU en arbetsgrupp för stjärnnamn (WGSN) med uppgift att katalogisera och standardisera riktiga namn för stjärnor. Den fastställde namnet Alsephina för Delta Velorum Aa den 5 september 2017 vilket nu ingår i listan över IAU:s Catalog of Star Names.
Falskorset är en asterism, som bildas av Delta och Kappa Velorum tillsammans med Iota Carinae och Epsilon Carinae. Det kallas så eftersom det ibland förväxlas med Södra korset, vilket kan orsaka fel i astronavigation.

## Egenskaper
Primärstjärnan Delta Velorum Aa är en blå till vit stjärna i huvudserien av spektralklass A1 Va(n). Den har en massa som är ca 2,4 gånger större än solens massa, en radie som är ca 2,9 gånger större än solens och utsänder från dess fotosfär ca 67 gånger mera energi än solen vid en effektiv temperatur på ca 9 400 K. 
Delta Velorum består av ett förmörkelsepar, betecknat Delta Velorum A, och en mer avlägsen tredje följeslagare, Delta Velorum B. De två komponenterna i Delta Velorum A är betecknade Aa (även benämnd Alsephina) och Ab. År 1978 rapporterades från det australiensiska astronomiska observatoriet att den primära komponenten var en spektroskopisk dubbelstjärna, och detta bekräftats av Hipparcos-satelliten.
År 2000 meddelades att de inre komponenterna Aa och Ab bildar en förmörkelsevariabel, med en omloppsperiod på 45,15 dygn och en excentricitet av 0,230. Delta Velorum är den starkaste kända förmörkelsevariabeln, även om Algol har ett djupare minimum och är lättare att observera visuellt.
Delta Velorum B är en mindre stjärna i huvudserien med en massa på ca 1,4 solmassor, en radie ca 1,4 gånger större än solens och en bolometrisk ljusstyrka ca 3,5 gånger större än solens vid en effektiv temperatur på ca 6 600 K.